# Chasse au héron avec l'archiduc Léopold-Guillaume
Chasse au héron avec l'archiduc Léopold-Guillaume est un tableau peint par David Teniers le Jeune entre 1652 et 1656. Il est conservé au Musée du Louvre, à Paris. Sous l’apparence d’une simple scène de chasse se cache une allégorie politique.

## Histoire
En 1581 (acte de la Haye) les Provinces-Unies, partie nord des Pays-Bas, ont déclaré leur indépendance. La partie méridionale, catholique, est restée sous contrôle de la couronne d’Espagne.
L’archiduc Léopold-Guillaume de Habsbourg devient gouverneur des Pays-Bas espagnols en 1647. Il nomme David Teniers le Jeune peintre officiel de sa cour et conservateur de ses collections. 
En 1652, le prince de Condé, ayant fait allégeance à Philippe IV d’Espagne, rejoint avec son armée les Pays-Bas espagnols, entraînant un conflit, au sud, avec la France de Louis XIV. Pendant la même période, au nord, des heurts éclatent avec les Provinces-Unies. 
C’est à cette époque que David Teniers le Jeune peint la Chasse au héron avec l’archiduc Léopold-Guillaume.

## Description
Le tableau présente une scène de chasse au faucon. Au centre du tableau, au sol, un héron, attaqué par deux faucons, se débat. Il résiste courageusement et domine l’un des deux rapaces, à terre. L’autre, juché sur le dos du héron, l’attaque violemment. Le monticule central, scène du combat des oiseaux est protégé par un rideau d’arbres.
Sur la gauche, trois cavaliers entrent dans le cadre. Ce sont l’archiduc Léopold-Guillaume (cheval blanc et chapeau) et deux courtisans. Les personnages et les chevaux ne sont pas entièrement visibles, situés derrière un mouvement de terrain qui les sépare du premier plan de l’action. Ils se déplacent lentement et observent calmement la scène. Derrière ces personnages s’étend, dans une trouée, un paysage de plaine. Une ville se détache à l’horizon, Bruxelles, la capitale de l’archiduc.
Sur la droite du tableau un valet ou un fauconnier, à pied, se précipite vers l’action.
Les quatre personnages font leur entrée de part et d'autre du cadre et se dirigent vers le centre. Ils sont situés sur une ligne horizontale qui traverse la scène de combat. Les éléments de la composition convergent ainsi vers l’action centrale. De plus, les oiseaux sont trop gros en comparaison des éléments peu éloignés (personnages et arbres). Cette « erreur de perspective » accentue la primauté de la scène centrale dans la composition du tableau.
Au-dessus du combat, deux faucons chassent un héron dans le ciel. L’inattention des autres personnages incite à penser qu’il s’agit d’un procédé narratif (ce seraient les mêmes oiseaux, avant leur lutte au sol).
Dans ce tableau, la palette de David Teniers le Jeune est limitée à des tonalités de verts et bruns et de gris. Les nuances de brun sont nombreuses et subtiles. Le ciel, gris, est tourmenté de nuages. La touche est légère.

## Analyse
Au XVIIe siècle, la lutte opposant le héron et le faucon est le symbole d’un combat à l’issue incertaine. Il s’agit d’un choix délibéré du peintre. Le héron représente les Pays-Bas espagnols, soumis aux attaques de la France et des Provinces-Unies, de part et d’autre, au nord et au sud. La situation militaire des Pays-Bas espagnols est apparemment compromise. Mais le tableau invite à ne pas conclure sitôt : tel le héron, l’archiduc, non seulement ne se résigne pas, mais peut encore croire à une victoire.

## L’acquisition du tableau pour le Louvre
Le tableau appartient jusqu’en 1784 à la collection de Joseph Hyacinthe François-de-Paule de Rigaud, comte de Vaudreuil, Grand Fauconnier de France. Contraint par des problèmes financiers, le comte procède à deux ventes de sa collection, en 1784 et 1787. Chasse au héron avec l'archiduc Léopold-Guillaume est inscrit au catalogue de la première vente (lot n°32, décrit pages 44 et 45) . Il est acquis par Louis XVI, ainsi qu’une trentaine de tableaux, essentiellement flamands et hollandais. Ces toiles sont alors destinées à rejoindre les collections royales présentées dans la Grande Galerie du Louvre.